# Farthest from the Sun
Farthest from the Sun (рус. Дальний от солнца) — дебютный и единственный полноформатный альбом мальтийской блэк-/трэш-метал-группы «Apotheosis». Был выпущен в 2002 году в трёх версиях для американского и норвежского рынков лейблом «Nocturnal Art Productions».

## Список композиций
| №  | Название                  | Длительность |
| -- | ------------------------- | ------------ |
| 1. | «Victory»                 | 6:13         |
| 2. | «The Maimed God»          | 16:28        |
| 3. | «Raise The Dragon Banner» | 11:54        |
| 4. | «Kingdom»                 | 16:24        |

Четыре композиции альбома были записаны в период с 1995 по 2000 годы.

## Реакция
Единственный полноформатный альбом группы «Apotheosis» был хорошо оценен музыкальными критиками. Так, Bruder Cle из немецкого тематического журнала «Rock Hard» похвалил эффектные звуковые эксперименты в композициях, сравнив их с музыкой «Mortiis». Другой рецензент отмечал влияние на блэк-метал-композиции пластинки «Farthest from the Sun» таких жанров как фолк, нью-эйдж, эмбиент и классической музыки.